# Колокольня Кижского погоста
Колоко́льня Ки́жского пого́ста — колокольня в составе объекта Всемирного культурного наследия ЮНЕСКО Кижский погост, расположенного на острове Кижи в северной части Онежского озера. Памятник архитектуры федерального значения.

## Общие сведения
Высота колокольни — 30 м, материал — сосна, осина. Фундамент бутовый на известковом растворе. Колокольня выстроена в виде «восьмерика на четверике». Над восьмериком расположена звонница под стропильным шатром, увенчанным лемеховой главкой с крестом. Четверик разделён стенами на три части: сени, лестничную клеть и чулан. Сруб делится на 3 яруса, которые освещаются прорубленными окнами. Два входа в колокольню, с рублеными крыльцами перед ними, устроены на южном и северном фасадах, на западном и восточном фасадах устроены фальшивые входные порталы.

## История
Первые упоминания о колокольне Кижского погоста имеются в писцовых книгах 1616—1619 и 1628—1631 годов: «А на погосте… также колокола на колокольне» и «Да на колокольнице колокол весом тринадцать пудов».
В 1863 году, в связи с ветхим состоянием колокольни, на основании «Дела по отношению Олонецкой Духовной Консистории об утверждении проекта и сметы на постройку колокольни в Кижском погосте», было организовано строительство новой колокольни. «… Во время постройки колокольни всем приходом помогали срыть старую колокольню, очистить место, доставить камень и песок для фундамента, выкорить лес и доставить оный к месту постройки и 10 человек и более плотников и пильщиков кормили хлебом и пр. В сем году Толвуйского прихода торгующий крестьянин Захарьев 550 досок пожертвовал для обшивки колокольни». Строительные работы были выполнены крестьянином Г. С. Насоновым.
Проект реконструкции выполнен городским архитектором Ильей Копошевым.
В 1951—1954 годах была заменена кровля на колокольне. В 1991 году был выполнен значительный объём реставрационных работ.
Колокола

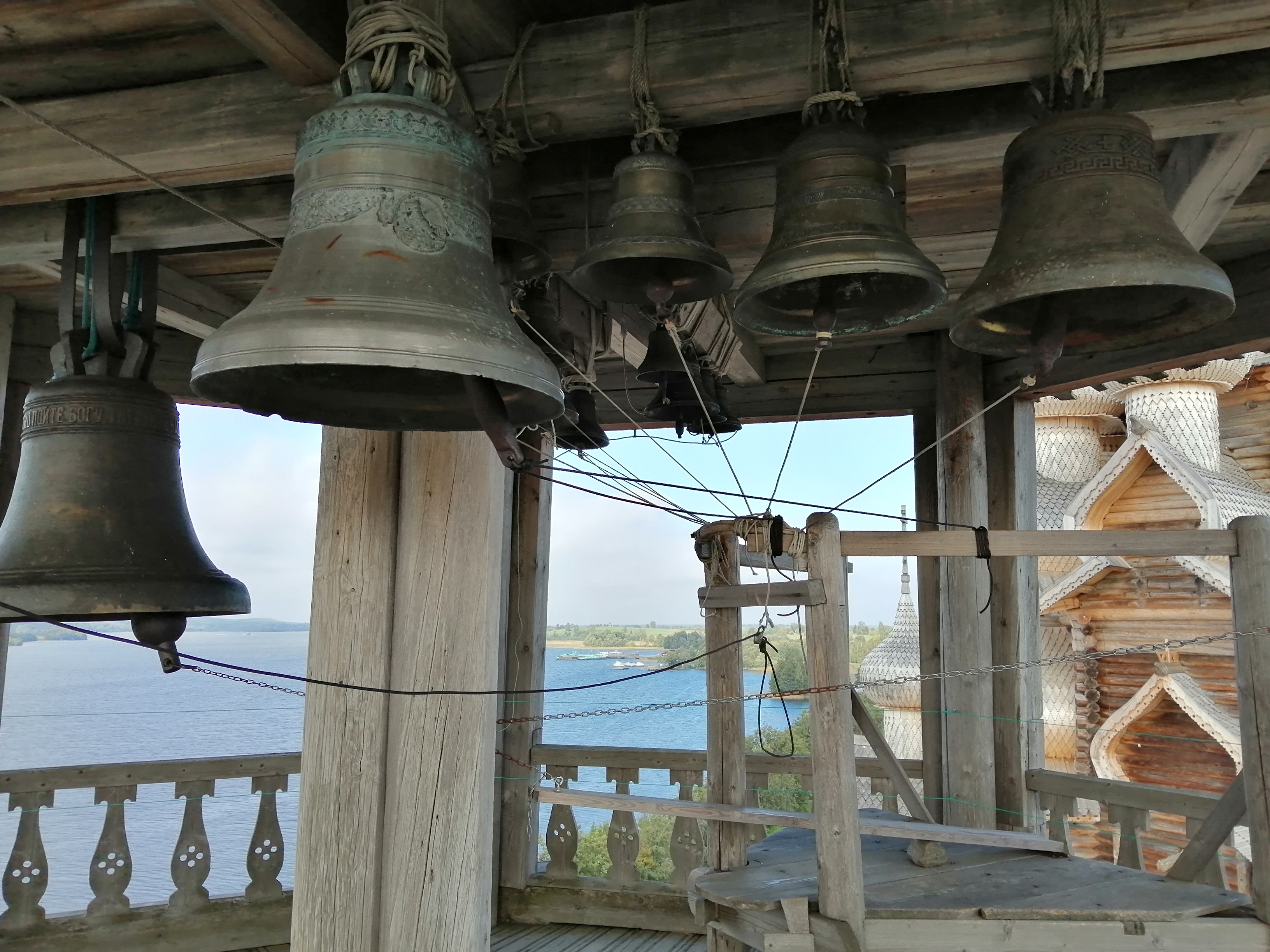
2022 год
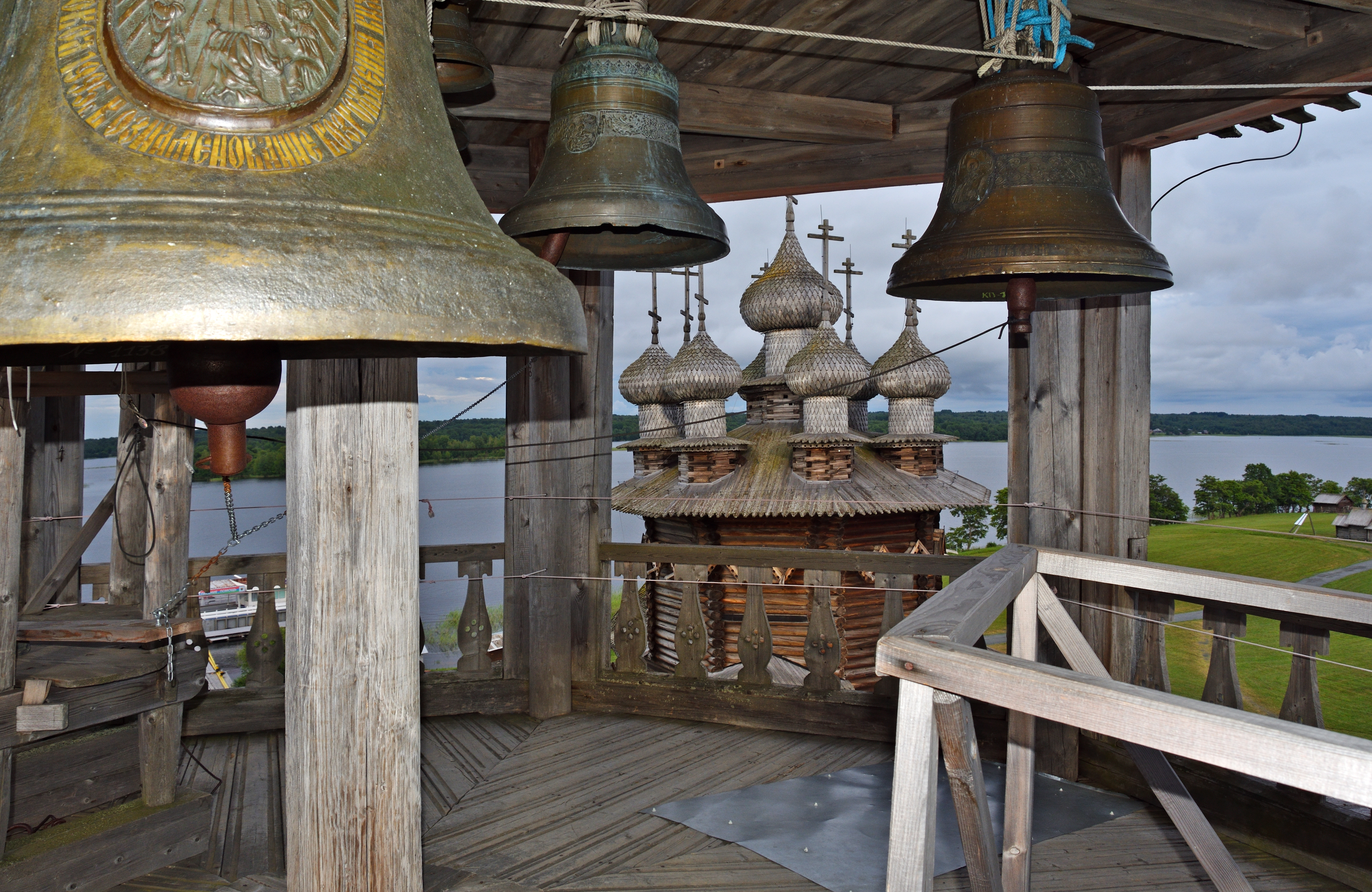
2020 год
- 2019 год